# Warteschleife

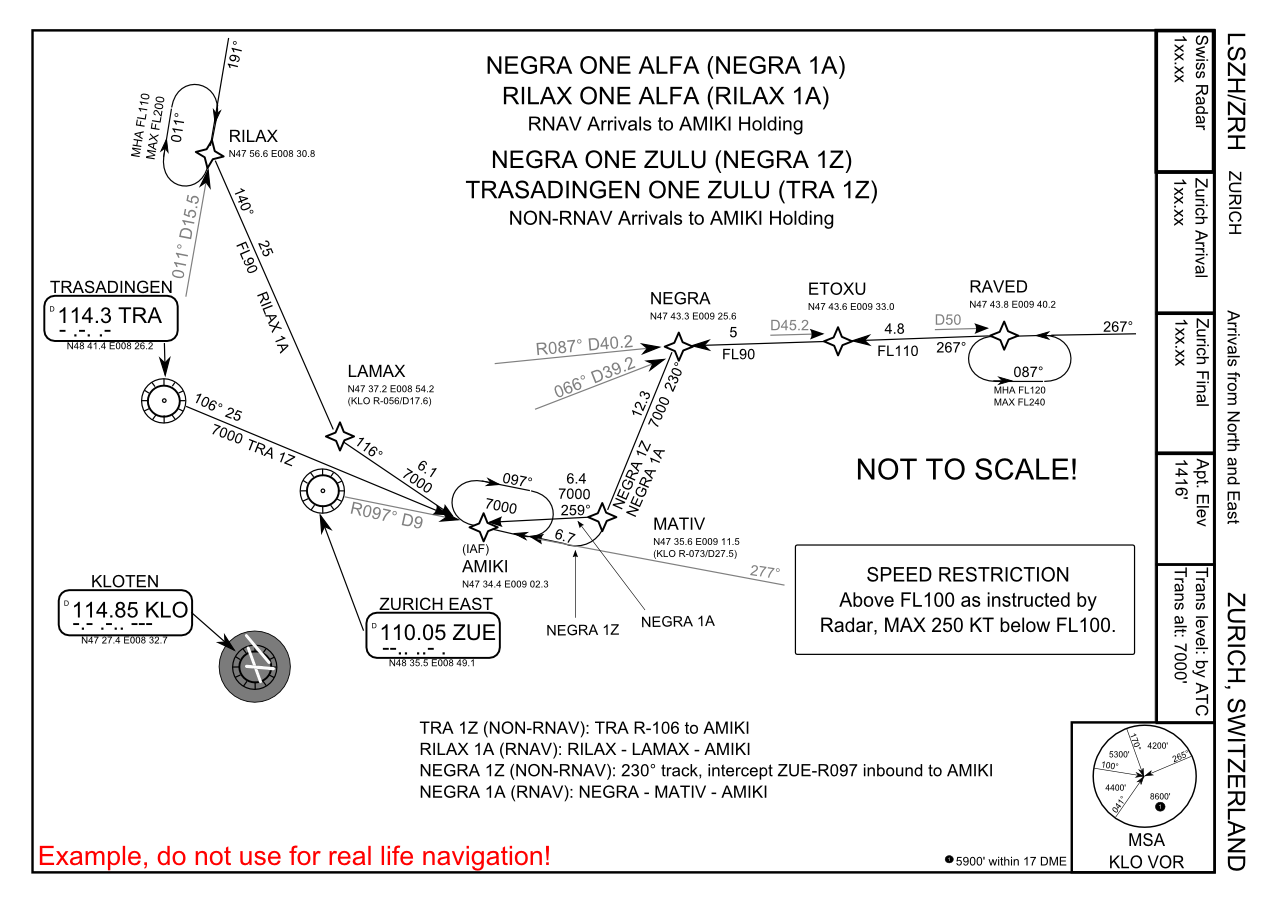
Anflugkarte Flughafen Zürich mit Warteschleifen an den Wegpunkten RILAX, AMIKI und RAVED

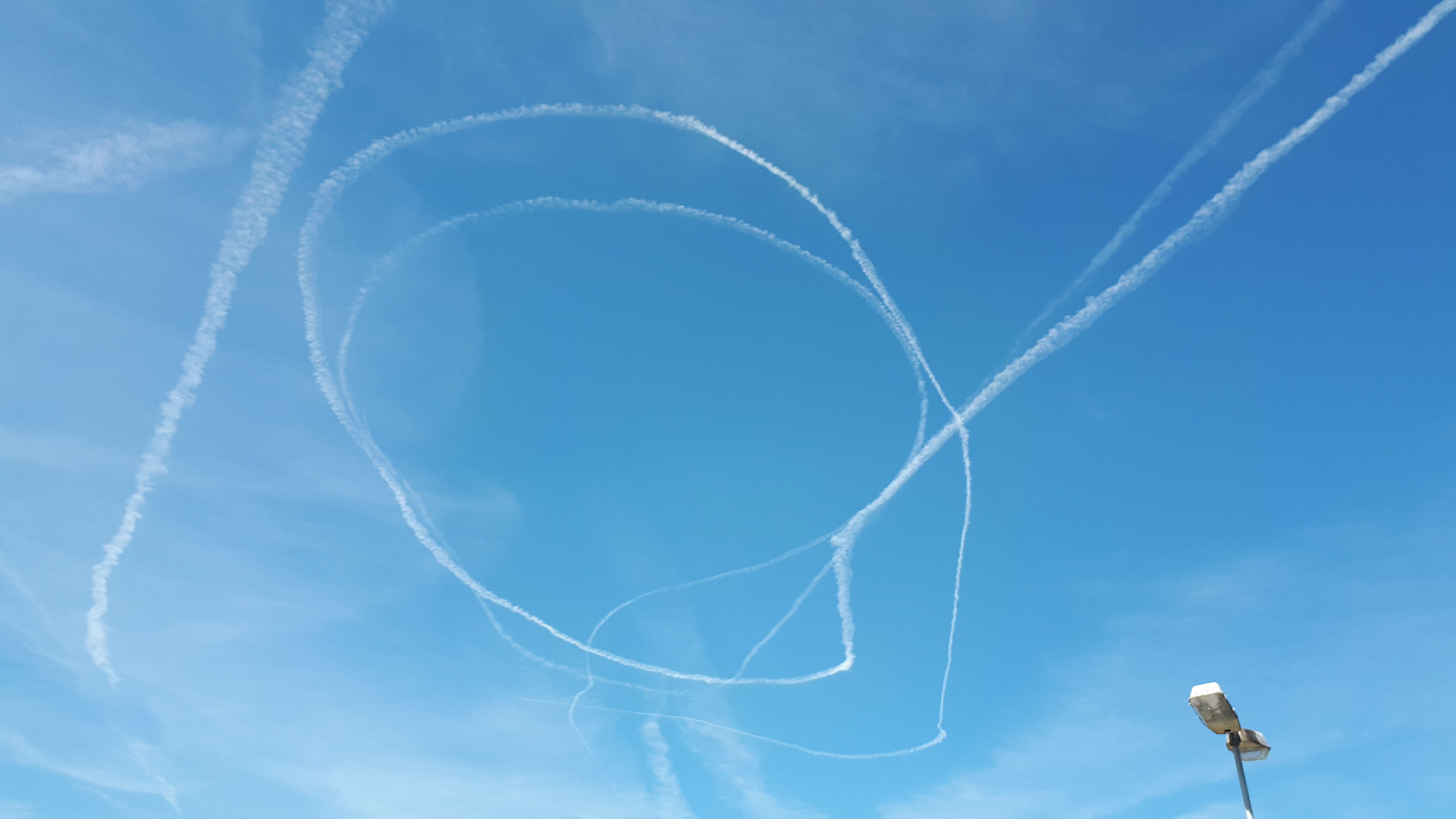
Kondensstreifen von einem Flugzeug in der Warteschleife

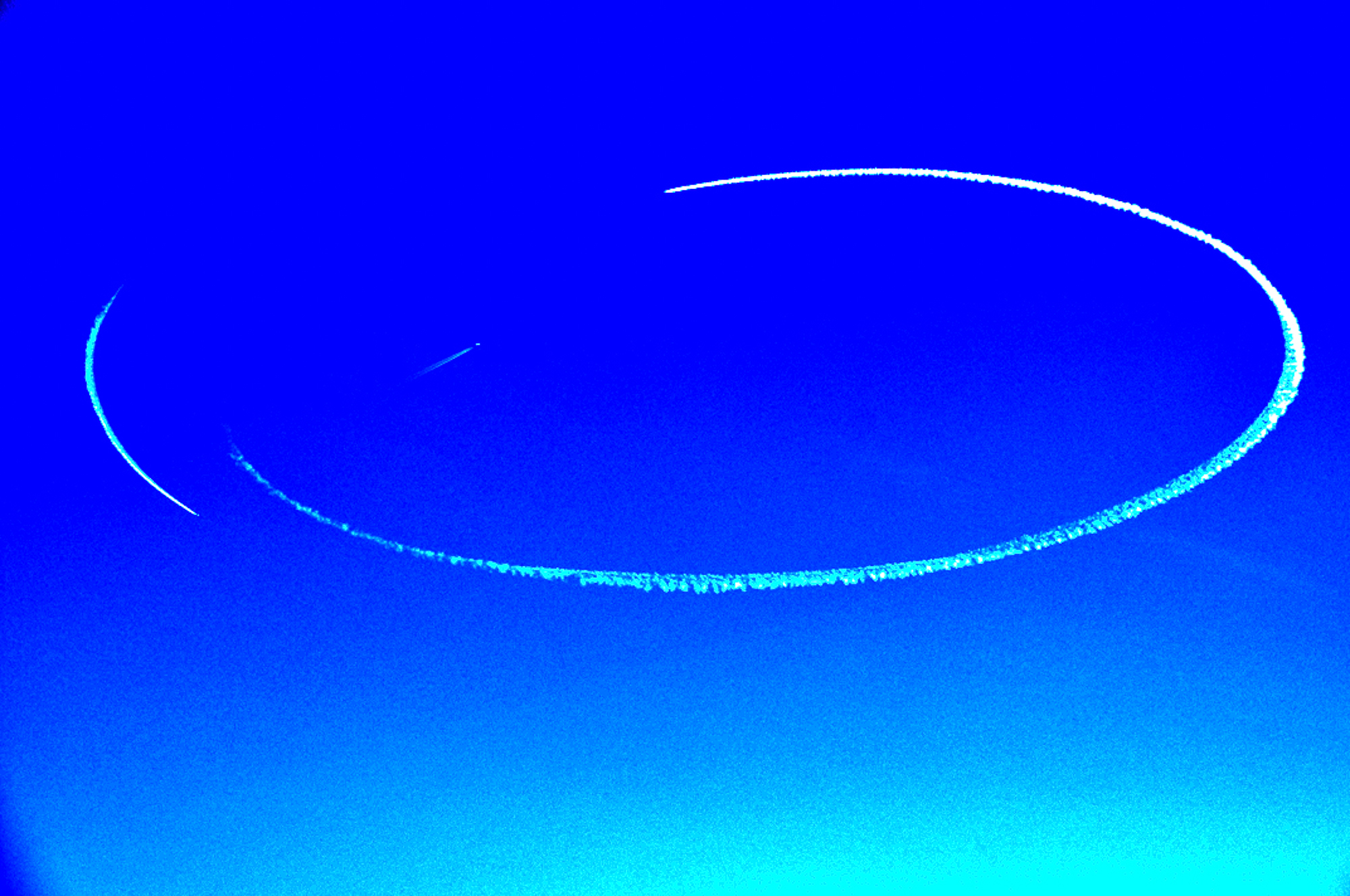
Kreisförmige Warteschleife

Eine Warteschleife (engl. Holding pattern) ist ein Flugmanöver in der Luftfahrt, um ein Flugzeug über einem festgelegten Punkt, dem Holding fix, auf weitere Freigaben warten zu lassen. Sie wird meist in der Nähe von kontrollierten Flugplätzen auf den Standard-Anflugstrecken (Standard Terminal Arrival Route) geflogen, um ankommenden Verkehr bei Bedarf zu staffeln. Gründe für das Fliegen einer Warteschleife sind zu hohes Verkehrsaufkommen, blockierte Landebahnen (anderes Flugzeug bei Start/Landung, Schneeräumung) oder schlechte Wetterverhältnisse. Eine Warteschleife besteht aus zwei Halbkreisen und dazwischen liegendem Geradeausflug. Werden in einer Warteschleife mehrere Flugzeuge übereinander gehalten, so spricht man auch von einem Holding stack (dt. Stapelung).

## Planung eines Holdings durch den Piloten
Ein Holding muss aus Sicherheitsgründen vorschriftsmäßig geflogen werden. Dazu ist es notwendig, dass der Flugzeugführer sowohl vertikal als auch lateral innerhalb der vorgeschriebenen Grenzen bleibt. Bei einem einfach ausgerüsteten Flugzeug oder Helikopter für den Instrumentenflug müssen viele dieser Limits durch selbstständiges Berechnen oder Nachlesen in Instrumentenflugkarten vor Einflug festgestellt werden. Zu diesen Limits und Werten gehören:
- das Einflugverfahren (Special Direct, Direct, Tear Drop oder Parallel)
- die MHA (Minimum Holding Altitude) Mindesthöhe der Warteschleife
- die Höchstgeschwindigkeit in Abhängigkeit von Turbulenz und Holding-Höhe
- die geplante Höhe, in der gewartet werden soll
- die Art des Holdings (right hand = standard holding oder left hand = non standard holding)
- der Ort des Beginns der Zeitnahme für das Outbound Leg (Beispiel: „abeam DLE VOR“)
- die Dauer des Outbound Legs in Sekunden
- der WCA (Wind Correction Angle) Luvwinkel
- das daraus resultierende Outbound Heading (Abflugsteuerkurs)
- das sogenannte gate, eine Funkstandlinie mit einer Winkeldifferenz von 30° (oder weniger bei Holdings über FL140) zum Outbound Course.
- das Inbound Heading (inbound course mit Beaufschlagung des berechneten WCAs)

In einem Cockpit mit Mehrfachbesatzung wird im Rahmen des MCCs (Multi Crew Coordination) durch den nicht fliegenden Piloten (PNF) dem PF (pilot flying) die Sammlung der Limits und Werte „gebrieft“, das heißt kurz mitgeteilt.

## Ausführung
Die im Instrumentenflug gebräuchliche Warteschleife beginnt immer über dem Holding fix, einem durch ein Funkfeuer wie VOR oder NDB oder mittels GPS-Koordinaten definierten Einflugpunkt. Außerdem wird eine Warteschleife durch eine Mindesthöhe (MHA – Minimum Holding Altitude) sowie einem Kurs, mit dem dieser Fix bei jeder Runde wieder angeflogen werden muss (IC – Inbound Course), definiert. Je nach dem Winkel, welchen der Steuerkurs des einfliegenden Flugzeuges mit diesem Inbound Course bildet, gibt es vier verschiedene Einflugverfahren: Direct, Special Direct, Parallel und Offset/Teardrop.

Standard Einflugverfahren in Warteschleifen
Direct entry (Sector 3)
Parallel entry (Sector 1)
Offset/Teardrop entry (Sector 2)

Schließlich sind nach ICAO PANS-OPS (Procedures for Air Navigation Services – Aircraft Operations) noch Maximalgeschwindigkeiten in Abhängigkeit von Höhe / Flightlevel und evtl. vorhandener Turbulenzen vorgeschrieben, die in der Warteschleife einzuhalten sind. Ein Standard-Holding wird in zwei Rechtskurven durchflogen. Muss die Warteschleife gemäß Navigationsunterlagen oder auf Anweisung des Fluglotsen mit zwei Linkskurven geflogen werden, handelt es sich um ein Non-Standard-Holding. Teilweise sind aus Lärm- oder anderen Gründen noch Höchstgeschwindigkeiten für das Holding in Abweichung von ICAO PANS-OPS definiert.
Eine Standardwarteschleife auf oder unterhalb FL 140 dauert nach PANS-OPS vier Minuten: eine Minute für die Kurve zum Outbound Leg, eine Minute auf diesem Abschnitt, eine Minute für die Kurve hin auf den Inbound Leg, und wiederum eine Minute auf diesem Abschnitt, bis der Fix wieder erreicht ist.
Eine Standardwarteschleife oberhalb FL 140 dauert nach PANS-OPS fünf Minuten: eine Minute für die Kurve zum Outbound Leg, 1,5 Minuten auf diesem Abschnitt, eine Minute für die Kurve hin auf den Inbound Leg, und wiederum eineinhalb Minuten auf diesem Abschnitt, bis der Fix wieder erreicht ist.
In der Praxis lässt sich dies nur bei völliger Windstille erreichen, deshalb muss der Pilot vor dem Einflug Winkel- und Zeitkorrekturen für den Windversatz berechnen, sofern ihm nicht Hilfen wie ein Flight Management System zur Verfügung stehen.

## Folgen und volkswirtschaftliche Kosten
- Emissionen von Schadstoffen und CO2 durch Verbrennung,
- Fluglärm,
- längere Flugzeit für Passagiere und Personal,
- Kosten für die Fluggesellschaft sowie
- externe Kosten.